# Балалайка
Балала́йка, діал. балаба́йка — російський народний щипковий музичний інструмент, що походить, ймовірно, від старовинної домри. Характерними прийомами звуковидобування є брязкання і тремоло — удари вказівним пальцем по всіх струнах одночасно.
Балалайка є досить поширеним музичним інструментом, який вивчається в академічних музичних навчальних закладах Росії, Білорусі, України і Казахстану. Термін навчання на балалайці в дитячій музичній школі становить 5–7 років (залежно від віку учня), в середньому навчальному закладі 4 роки, а у вищому — 4–5 років. Репертуар: обробки народних пісень, перекладання класичних творів, авторська музика.

## Історія

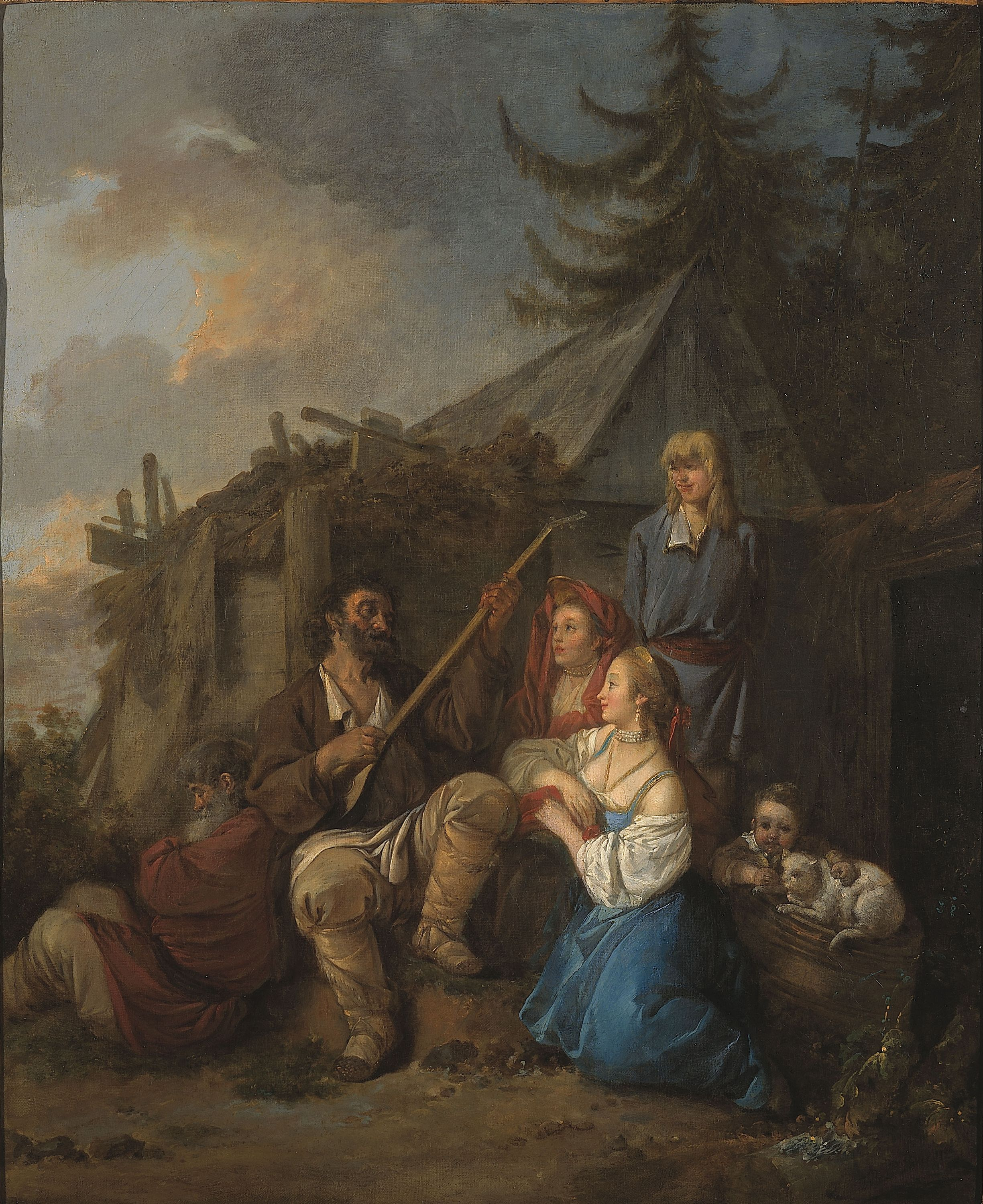
Картина Жана-Батиста Принца «Гравець на балалайці», 1764 року

Перша письмова згадка про балалайку міститься в документі від 23 (13) червня 1688 року «Память зі Стрілецького приказа в Малоросійський приказ», в якому, серед іншого, повідомляється, що в Москві: «У Стрілецький приказ наведені арзамасец посадський чоловік Савка Федоров син Селезньов та Шенкурського повіту палацової Важеської волості селянин Івашко Дмитрієв, а з ними принесена балалайка для того, що вони їхали на візницькому коневі у Возі в Яузькі ворота, співали пісень і в ту балалайку грали та караульних стрільців, які стояли біля Яузьких воріт на варті, лаяли» 
|  | в Стрелецкий приказ приведены арзамасец посадский человек Савка Фёдоров сын Селезнев да Шенкурского уезду дворцовой Важеской волости крестьянин Ивашко Дмитриев, а с ними принесена балалайка для того, что они ехали на извозничье лошади в телеге в Яуские ворота, пели песни и в тое балалайку играли и караульных стрельцов, которые стояли у Яуских ворот на карауле, бранили |

Відома з початку XVIII століття, має три струни, походить від старовинного тюркського музичного інструмента домри. Деякі дослідники вважають, що балалайка виникла в побуті скоморохів після монгольського завоювання, була відроджена й модернізована В. Андрєєвим у кінці XIX ст., набула поширення й в Україні. На балалайці грають, ударяючи пальцями правої руки по струнах. Наприкінці XIX століття В. В. Андрєєв удосконалив Балалайку, створив її різновиди.
Застосовуються:
1. Балалайка-прима,
2. Балалайка-секунда,
3. Балалайка-альт,
4. Балалайка-бас,
5. Балалайка-контрабас.

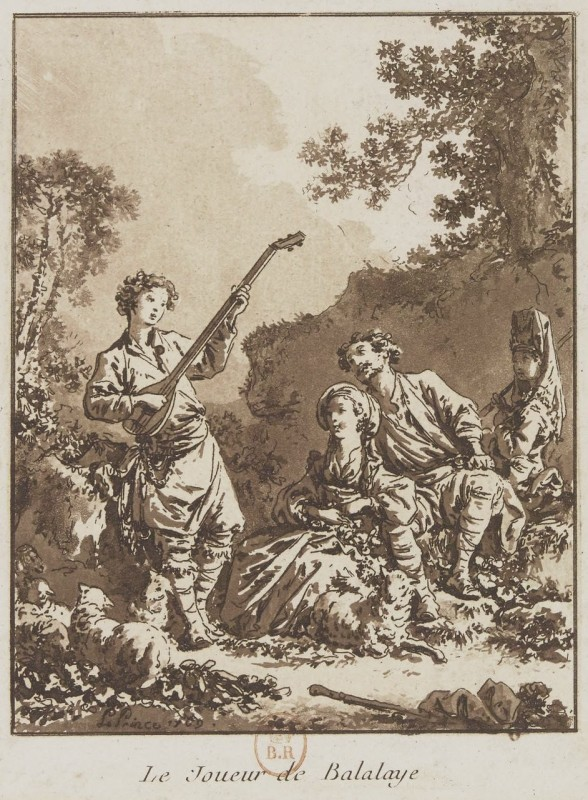
Картина Жана-Батиста Принца «Гра на балалайці», 1769 року

Основні прийоми звуковидобування — брязкання пальцями правої руки (без великого пальця), тремоло, pizzicato, glissando, флажолети тощо. Балалайка використовується як оркестровий, ансамбльовий і сольний інструмент.
В українській мові вперше назва засвідчена як «балабайка» у записах щоденника XVIII століття, в якому розповідається про людей, що заїхали до татарина, котрий грав у балабайку. Спочатку являла собою довгий інструмент із двома струнами та була вдосконалена в XIX ст. російськими музикантами до сучасного вигляду.
Інша згадка балалайки сягає жовтня 1700 року у зв'язку з бійкою, яка сталася у Верхотурському повіті. За свідченням ямщиків Проньки й Олексія Баянова, дворовий чоловік стольника воєводи К. П. Козлова І. Пашков ганявся за ними та «бив їх балалайкою».
Наступне письмове джерело, в якому згадується балалайка, — підписаний Петром I «Реєстр», що припадає на 1714 рів: у Санкт-Петербурзі, під час весілля блазня, «князя-папи» Н. М. Зотова, крім інших інструментів, які несли ряжені, було названо чотири балалайки.

## Конструкція
Довжина балалайки становить від 60–70 см (балалайка-прима) до 1,7 метра (балалайка-контрабас). Корпус трикутної (в XVIII—XIX століттях також овальної), злегка зігнутої форми, що складається з окремих (5–7) сегментів. Головка грифа злегка відігнута назад. Струни металеві (в XVIII столітті жильні; у сучасних балалайок дві з них — нейлонові або карбонові). На грифі сучасної балалайки — 16–31 металевих ладів (до кінця XIX століття — 5–7 нав'язних ладів).